# Fraido (Speyer)
Fraido war Bischof von Speyer von 782 bis 804.
Am 25. Juli 782 bestätigte Karl der Große der Kirche von Speyer unter Bischof Fraido, auch Flaido, die Befreiung von Abgaben. In der ersten Reichenauer Verbrüderungsliste ohne Jahresangabe wird Fraido als Abt des Klosters Klingenmünster genannt.